# Кагаме, Поль
Поль Кага́ме (руанда Pawulo Kagame, фр. и англ. Paul Kagame; род. 23 октября 1957, Руханго, Руанда-Урунди) — руандийский политический и государственный деятель, президент Республики Руанда с 24 марта 2000 года, основатель Руандийского патриотического фронта, бывший майор угандийской военной разведки. Выходец из народности тутси, составляющей этническое меньшинство в Руанде. Председатель Африканского союза с 28 января 2018 по 10 февраля 2019. Председатель Содружества наций с 24 июня 2022 по 25 октября 2024. Сыграл решающую роль в прекращении геноцида в Руанде.

## Биография
Кагаме родился 23 октября 1957 года в селении Тамбве, Руанда-Урунди (ныне на территории Южной провинции Руанды), был самым младшим из шести детей. Его отец, Деогратиас, принадлежал к общности тутси, к которой относилась и королевская семья. Деогратиас имел семейные связи с королём Мутарой III, но не поддерживал тесные связи с королевским двором. Мать Кагаме, Астерия Рутагамбва, происходила из семьи последней руандийской королевы Розали Гичанды.
В 1959 году во время гонений на тутси родители эмигрировали в Уганду с двухлетним Полем. В 1979 году вступил в ряды повстанческой Народной армии сопротивления, в 1981 году ставшей основой Национальной армии сопротивления, которая в 1985 году захватила власть в стране. В тот год Поль Кагаме создал Руандийский патриотический фронт из тутси — бойцов НРА. В 1990 и 1991 годах предпринял две попытки вторгнуться в родную Руанду. Несмотря на хорошую подготовку, попытки не были успешными, так как руандийское правительство получило военную поддержку Франции. Кагаме, вместе с президентом Уганды Мусевени, рассматривался французами как проводник интересов США и Великобритании.
В июле 1994 года возглавляемый им РПФ прекратил геноцид в Руанде. Хотя Поль Кагаме фактически получил верховную власть в стране, он предпочёл объявить о создании коалиционного правительства, включающего и хуту, и тутси, как было предусмотрено мирными соглашениями в Аруше в 1993 году. Президентом стал представитель «умеренных хуту», а сам Кагаме стал вице-президентом Республики Руанда и министром обороны.
В 1998 году он активно поддержал повстанцев Движения за конголезскую демократию (РКД) в соседней Демократической республике Конго.
В 2000 году избран президентом Республики Руанда. Позициирует себя как руандийского патриота. Некоторые аналитики называют его проамериканским тираном. После прихода к власти в 2000 году избавился от основных оппонентов: в течение короткого времени своих постов лишились председатель Национальной Ассамблеи Жозеф Кабуйе Себарензи (эмигрировал), премьер-министр Пьер-Селестен Рвигема (эмигрировал). Бывший президент Бизимунгу остался в стране, основал собственную политическую партию, однако впоследствии подвергался преследованиям и несколько раз сидел в тюрьме. Президентские выборы 2003 года Кагаме, полностью взявший под контроль политическое поле, выиграл с результатом 95 %.
Правление сопровождается нарушениями прав человека. Кагаме использует законодательство времён геноцида для борьбы с оппозицией.
За время своего первого срока Кагаме добился удвоения ВВП страны. Начиная с 1996 года экономика Руанды росла, в среднем, на 8-10 % ВВП в год. После президентских выборов 2003 года была объявлена программа Vision 2020, согласно которой Руанда ставила себе цель к 2020 году превратиться в страну со средним достатком и стать панафриканским центром технологий.
Государство активно привлекает иностранных инвесторов, развивает информационные технологии и альтернативную энергетику. В сентябре 2007 года Кагаме образовал Президентский совет, большинство членов которого представляли собой иностранцы, которые пользовались авторитетом на международной арене. С помощью них были созданы базы обучения молодых руандийцев за рубежом (США, Великобритания). Один из членов совета, выходец из Руанды, помог заключить многомиллионную сделку с канадскими и немецкими компаниями по развитию альтернативных источников энергии и борьбе с исчезновением лесов. Были сделаны инвестиции в банковский сектор.
Страны-участницы Восточноафриканского сообщества по инициативе Кагаме подписали договор об общем рынке.
Кагаме также добился определённых успехов в борьбе с коррупцией — по оценкам Transparency International, уровень коррупции в Руанде самый низкий в Восточной Африке. Кагаме называет Сингапур и Южную Корею в качестве государств, на опыт которых он ориентируется.
Участвовал в президентских выборах 9 августа 2010 года. Незадолго до выборов Кагаме пообещал, что выборы будут свободными. Однако три других допущенных к выборам кандидата представляют партии, поддерживающие Кагаме. Кроме того, в стране происходили убийства оппозиционных политиков и журналистов. Бывший спикер парламента Жозеф Себарензи отказался считать эти выборы свободными, поскольку, по его словам, все зарегистрированные кандидаты являются друзьями Кагаме, а известные оппозиционные политики находятся в тюрьмах или не имеют права участвовать в выборах. По первым предварительным данным, Кагаме получил 92,8 % голосов после подсчёта голосов в 11 из 30 округов и, таким образом, остался президентом. По окончательным данным, Кагаме получил 4 638 530 (93,08 %) голосов против 256 488 (5,15 %) у ближайшего конкурента, Жана Дамасена Нтавукурирайо.
Для переизбрания Кагаме в 2017 году потребовались изменения законодательства, которые были приняты на референдуме в 2015 году. По результатам референдума действующий президент был допущен к участию в выборах. Срок президентских полномочий сокращался с 7 до 5 лет, однако это изменение начинает действовать только со следующего президентского срока (с 2024 года), причём Кагаме имеет право быть избран ещё на 2 срока, то есть до 2034 года.

## Личная жизнь
Кагаме может говорить на трёх языках: английском, киньяруанде и французском. Является болельщиком английского футбольного клуба «Арсенал». По вероисповеданию — католик.
Женат на Жаннетт Ньирамонги Кагаме. Свадьба состоялась 10 июня 1989 года. В браке у них родилось четверо детей.
Его дочь, Анге Кагаме Нденгейингома, получила образование за границей и большую часть своего детства отсутствовала на виду у общественности по соображениям безопасности и неприкосновенности частной жизни; имеет степень магистра международных отношений.

## Награды
- Орден Мухамадийя (Марокко, 21.06.2016)[21]